# Карташов, Анатолий Николаевич
Анато́лий Никола́евич Карташо́в (5 мая 1937, Москва, СССР — 17 января 2005) — советский ватерполист, серебряный призёр Олимпийских игр. Мастер спорта СССР. Заслуженный мастер спорта.

## Карьера
На Олимпийских играх 1960 года в составе сборной СССР выиграл серебряную медаль. На турнире Карташов провёл 7 матчей и забил 5 голов.
Одиннадцатикратный чемпион СССР в составе московского «Динамо». Неоднократный победитель Спартакиад народов СССР.

## Награды
- Орден «Знак Почёта» (16.09.1960) — за успешные выступления в XVII летних и VIII зимних Олимпийских играх 1960 года, а также за выдающиеся спортивные достижения[5]